# 알렉시스 롤린
헤르만 알렉시스 롤린 페르난데스(스페인어: Germán Alexis Rolín Fernández, 1989년 2월 7일 ~)는 카테고리아 프리메라 A의 민데펜디엔테 메데인에서 뛰는 우루과이의 축구 선수이다.